# 塞爾吉奧·德拉·佩爾戈拉

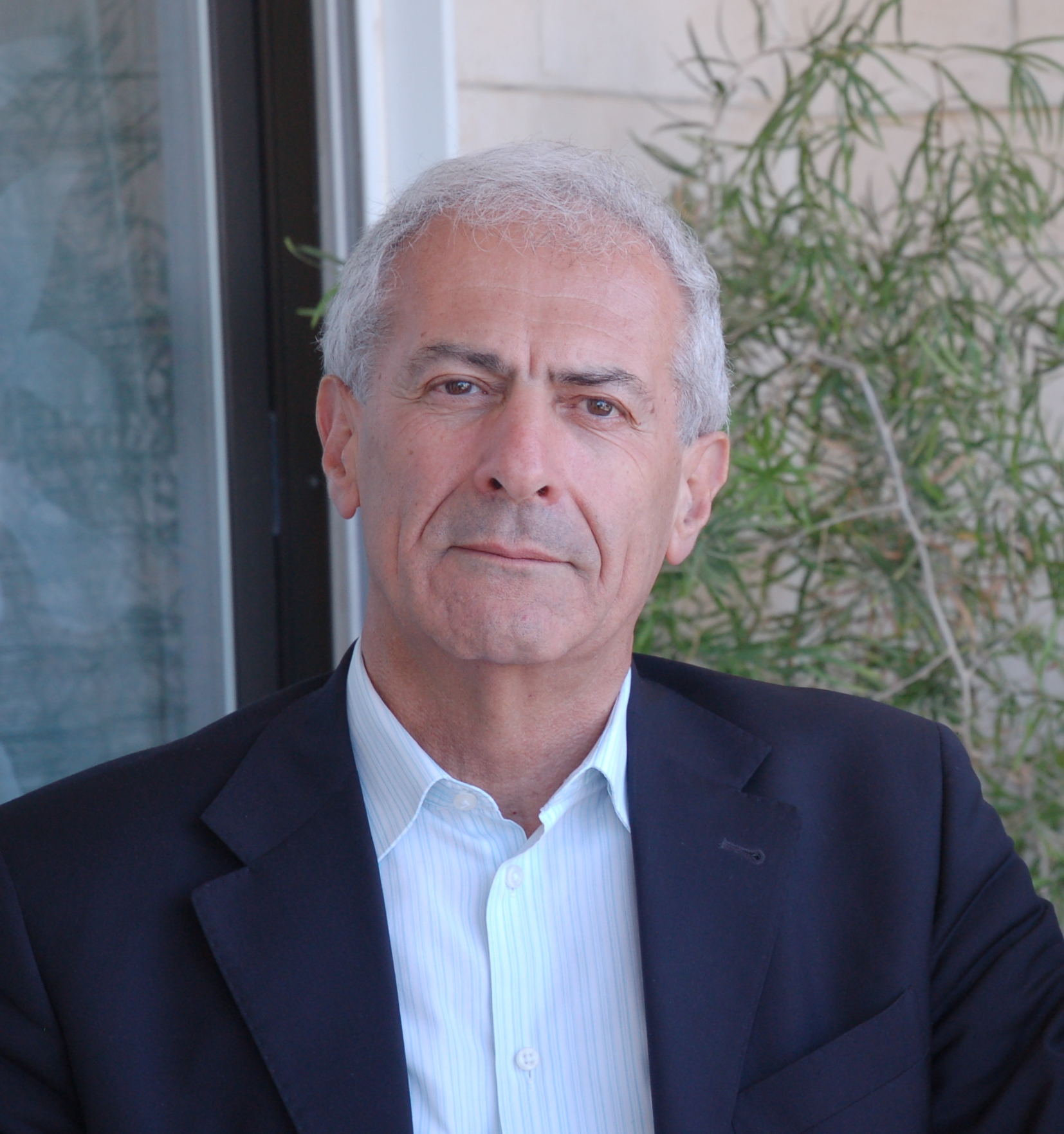
賽爾吉奧·德拉·佩爾戈拉

賽爾吉奧·德拉·佩爾戈拉（義大利語：Sergio Della Pergola；希伯來語：‎；1942年9月7日生於意大利的里雅斯特），以色列人口学及统计学家。他是耶路撒冷希伯來大學的人口學與統計學榮譽教授，專精於猶太族群的人口統計。

## 生平
賽爾吉奧·德拉·佩爾戈拉出生於意大利被德国占领期間。战后，他的家族定居於米兰。德拉·佩爾戈拉在當地積極參預犹太青年运动和学生组织。 
他於1966年移民以色列 。他拥有帕维亚大学政治学碩士學位和耶路撒冷希伯來大學博士学位，並且於耶路撒冷希伯來大學Avraham Harman當代猶太研究所擔任榮譽教授與所長、猶太人口與統計組主任，并且是Shlomo Argov犹太人流散關係研究主席。